# Club Social y Deportivo Cobán Imperial
Pour les articles homonymes, voir Coban.
Maillots
Dernière mise à jour : 22 juillet 2024.
Cobán Imperial, surnommé Los Príncipes Azules (« Les Princes bleus ») est un club de football du Guatemala basé à Cobán, Alta Verapaz. Il joue au stade Verapaz.
Cobán Imperial est devenu champion du Guatemala en 2004 avant de décrocher un deuxième titre dix-huit ans plus tard lors du tournoi Apertura 2022.

## Liste des entraîneurs
- Rubén Amorín (en) (1979)
- Julio César Cortés (1997–98)
- Héctor Trujillo (2000–01)
- Luís López Meneses (en) (2001)
- Julio González Montemurro (2002-2004)
- Julio César Antúnez (en) (2007–08)